# Жак Бенінь Боссюе
Жак Бенінь Боссюе́ (фр. Jacques-Bénigne Bossuet; 27 вересня 1627, Діжон — 12 квітня 1704, Париж) — французький католицький священик, єпископ, богослов, педагог і проповідник при дворі Людовика XIV, а також впливовий політичний мислитель, який вважав, що абсолютистська монархія — найкраща і найприродніша форма правління; член Французької академії.

## Біографія
Освіту здобув у Паризькому університеті. Боссюе був впливовою постаттю при дворі Людовика XIV — не тільки через свої тісні стосунки з монархом, але й завдяки своїм метресам: маркізі Монтеспан, проти якої плів інтриги кількома роками пізніше, та маркізі Ментенон, колишньою дружиною короля. В 1670-х роках Боссюе вів активне листування з Ляйбніцом, котрий працював над об'єднанням християн. Наслідком діяльності в цьому напрямку стало навернення кількох гуґенотів; відмінності в християнському світі та безкомпромісність церковних високопосадовців були надто великими, аби плани філософа могли бути втіленими в життя.
Боссюе був одним із перших богословів, який вжив релігійні аргументи на підтримку абсолютистської монархії — оскільки влада походить від Бога, короля обдаровано божественністю і кожний католик повинен йому підпорядковуватися. Намагався довести, що з часів Карла Великого Франція перейняла спадщину Римської імперії.

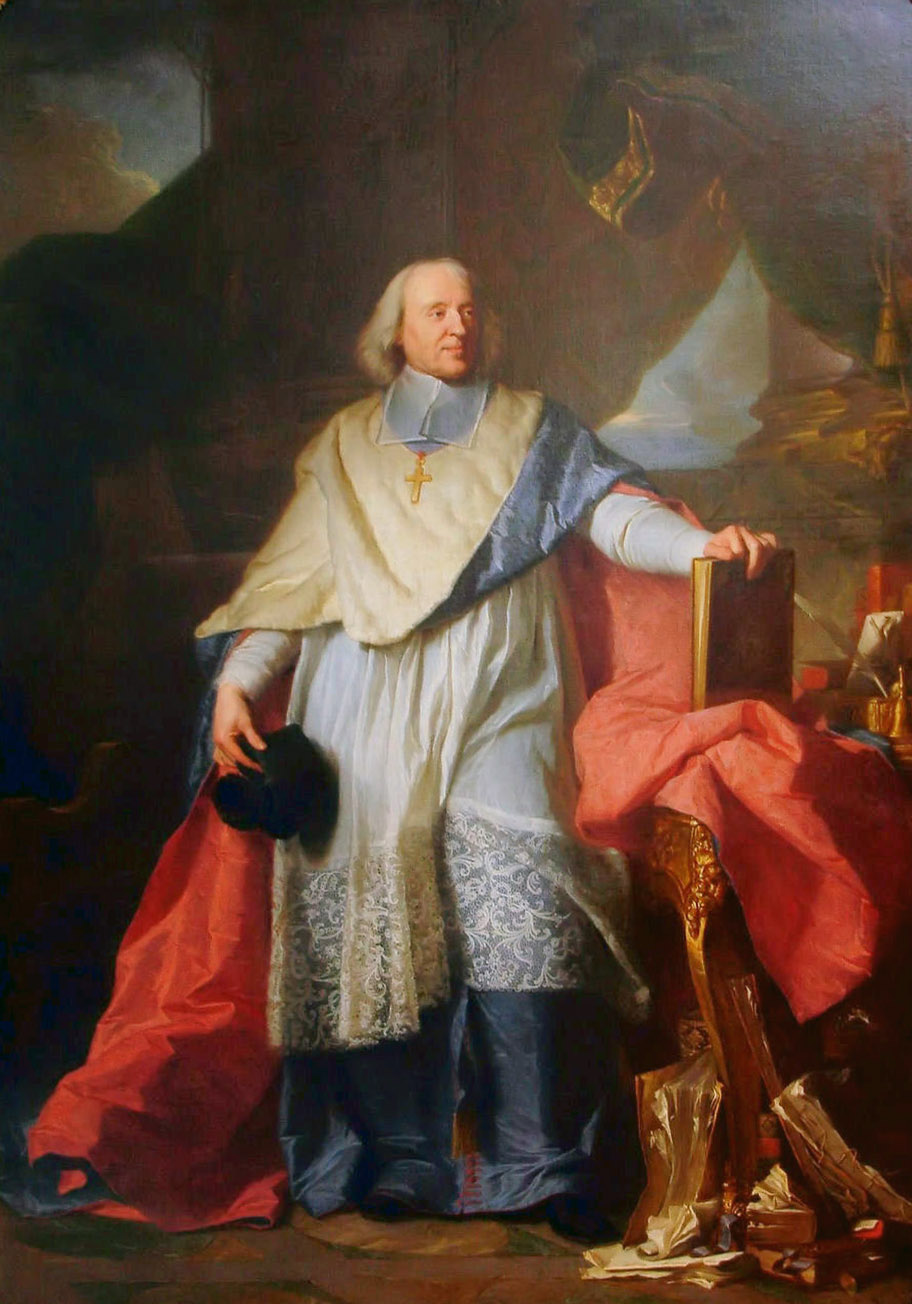
Портрет Жака Бенінь Боссюе. Гіацинт Ріґо, 1702, Лувр

Популярність Боссюе була подвійна: він був відомий як духовний оратор і славився як письменник. 1661 року, ще молодим чоловіком, він почав проповідувати
в придворній церкві в Луврі; цілий Париж збігався слухати його. Як і всі великі проповідники, Боссюе не писав своїх проповідей; у нього був лише план та відповідно підібрані цитати зі святого Письма; врешті він віддавав себе своєму натхненню, яке ніколи не зраджувало його. Головна позитивна прикмета проповіді Боссюе — сила діалектики. З незрівнянною діалектичною умілістю порівнює він велич Творця і нікчемність чоловічого розуму. З останнім він
провадить справжню боротьбу, що в багатьох місцях нагадує Паскалеву; він ставить тези, проти яких не можна сказати нічого з точки погляду розуму і витягає з них висновки, від яких нема сили ухилитися. Промови свої він виголошував швидко і вони були подібні до бурхливого потоку з елементами красномовства.
1679 року Боссюе, який став вчителем сина Людовика XIV, написав свою знамениту працю «Discours sur l' histoire universelle», що мала бути йому підручником для викладання дофінові історії. Із вступу видно, що Боссюе мав на думці написати щось подібне до філософії історії й що центральним пунктом у його викладі буде релігія. Відповідно до цього плану праця поділяється на 3 частини: 1) повторний конспект загальної історії від створення світу до Карла Великого. 2) Друга — історія релігії євреїв і християн. Викладаючи історію євреїв Боссюе завше підкреслює тісний зв'язок її з історією християнства через пророкування. 3) В третій частині Боссюе розгладає причини зросту і руїни різних держав, паралельно проводячи зв'язок історії останніх з історією церкви. В цілому творі панує теологічна точка погляду й освітлювання з цієї точки історичних подій. На думку Боссюе ассирійці та вавилонці були об'єктом гніву божого на євреїв; Перси сотворені були на те, аби відбудувати єврейську державу; Олександер Великий і його наступники, щоб охороняти її; римляни, щоб захищати її від властолюбства сирійських царів. Основна думка Боссюе така: історія, це розвиток людяності під проводом Бога до християнства, що досягло свого втіленя в католицькій церкві. Гердер занадто переоцінює Боссюе, називаючи його батьком історичної науки. Це правда, історія, це представлення поступу всіх сфер народного життя, а не одної тільки релігійної сфери. Дивлячись на історію як на поступ із теологічної точки погляду, Боссюе цілком минув цивілізації Індії та Греції й всіх людей приніс у жертву єврейському народові.